# Marylize Biubwa

Marylize Biubwa és una activista i feminista interseccional de Kenya. Lluita per la justícia social amb èmfasi en la desigualtat de gènere i pels drets dels LGBTI, i el seu feminisme es dirigeix cap als drets humans.

## Trajectòria
Biubwa visqué a Nairobi i a Taita Taveta. Té tres germanes i dos germans. Sa mare era molt religiosa i l'expulsaren de casa dels seus germans quan comunicà que era lesbiana a la seua família a l'agost del 2018. Se li ha diagnosticat "ansietat social".(3)

## Activisme social
Biubwa començà el seu activisme al 2015. Va fundar Bi Kind Initiative el 2016, que assessora xiquetes en edat escolar i organitza campanyes per a replegar diners i aliments per a dones sense llar. Treballa com a voluntària en ActionAid, la Xarxa de Comunicació i Desenvolupament de Dones Africanes i amb Ambaixadors de Pau de Kenya.
Fa servir twitter i altres plataformes socials per a desmitificar la sexualitat femenina i la comunitat LGBT. Dirigeix el projecte de recerca Face on Project.